# FIFA Football 2002
FIFA Football 2002, conhecido como FIFA Soccer 2002 na América do Norte, FIFA 2002: Road to FIFA World Cup no Japão e coloquialmente conhecido como FIFA 2002, é um jogo de futebol lançado em novembro de 2001, produzido pela Electronic Arts e lançado pela EA Sports. FIFA 2002 é o nono game da série FIFA.
barras de energia para passes foram introduzidas, e babar reduzida para atingir um nível de desafio. A barra de energia também pode ser personalizado para atender a preferência do jogador. O jogo também inclui emblemas do clube por muitos mais clubes europeus, bem como para os principais clubes holandeses, como o PSV, Ajax e Feyenoord, apesar de não haver campeonato holandês de qualquer tipo (que estavam no bloco "Resto do Mundo"). Este jogo também apresenta, pela primeira vez, a Swiss Super League, à custa da exclusão da Liga grega. Um sistema de recompensa de cartas licenciadas pela Panini também foi introduzido, onde, depois de vencer uma competição particular, um cartão de jogador é desbloqueado.
Há também um jogo bônus com as nações que tinham automaticamente qualificados para o Mundial de 2002 (França, Japão e Coreia do Sul), no qual o jogador tenta melhorar o ranking da Fifa de sua equipe escolhida pelo participante em amistosos internacionais. Para os outros países, há um modo similar ao "Road to World Cup" de FIFA 98, no qual é necessário classificar a seleção escolhida para a Copa do Mundo (não existem, entretanto, zonas de classificação para África e Oceania); no entanto, não é possível jogar o torneio no jogo.
Muitas das equipas internacionais em jogo não são licenciados (em algumas, como a Holanda, não há nem mesmo licença para os nomes, que foram substituídos pelos números das camisas dos jogadores). Além disso, esta foi a última edição do FIFA a contar com a Seleção Japonesa de Futebol (até a atualização do FIFA 18 que incluiu as seleções do Mundial daquele ano, entre elas o Japão, porém somente a seleção feminina aparece regularmente no jogo a partir do FIFA 20), visto que a Associação Japonesa de Futebol deixou de permitir que jogos produzidos para o mercado internacional retratassem sua seleção (com exceção da série Pro Evolution Soccer, da Konami, produzida no Japão).

## Campeonatos
O Campeonato Brasileiro possui somente 13 equipes, sendo notáveis as exclusões de São Paulo e Palmeiras.
- A. Bundesliga
- Pro League
- Série A
- SAS Ligaen
- Barclays Premier League
- Ligue 1
- Bundesliga
- Ligat ha'AI
- Série A
- K-League
- Tippeligaen
- Scottish Premier League
- Primera División
- Allsvenskan
- Swiss Super League novo
- Major League Soccer

Legenda
novo - Primeira vez incluso no FIFA

### Resto do Mundo
- Sparta Praga
- Sigma Olomouc
- AFC Ajax
- Feyenoord
- PSV
- FC Porto
- SL Benfica
- Sporting

## Seleções

### Ásia
| - Arábia Saudita - Bahrein - Bangladesh - Brunei - Camboja - Cazaquistão - China - Singapura - Coreia do Sul - Emirados Árabes Unidos - Filipinas - Guam - Hong Kong - Iêmen | - Índia - Indonésia - Irã - Iraque - Japão - Jordânia - Kuwait - Quirguistão - Laos - Líbano - Macau - Malásia - Maldivas - Mongólia | - Nepal - Omã - Paquistão - Palestina - Catar - Taipé Chinês - Sri Lanka - Síria - Tadjiquistão - Tailândia - Turcomenistão - Uzbequistão - Vietnã |

### Europa
| - Albânia - Alemanha - Andorra - Armênia - Áustria - Azerbaijão - Bielorrússia - Bélgica - Bósnia e Herzegovina - Bulgária - Chipre - Croácia - Dinamarca - Escócia - Eslováquia - Eslovênia - Espanha | - Estónia - Finlândia - França - Geórgia - Grécia - Hungria - Ilhas Faroé - Inglaterra - Irlanda - Irlanda do Norte - Islândia - Israel - Itália - Letónia - Liechtenstein - Lituânia - Luxemburgo | - Macedônia do Norte - Malta - Moldávia - Noruega - País de Gales - Países Baixos - Polónia - Portugal - Tchéquia - Romênia - Rússia - San Marino - Suécia - Suíça - Turquia - Ucrânia - Iugoslávia |

### América do Norte e Central
| - Barbados - Canadá - Costa Rica - El Salvador - Guatemala - Honduras | - Jamaica - México - Panamá - São Vicente e Granadinas - Trinidad e Tobago - Estados Unidos |

### América do Sul
| - Argentina - Bolívia - Brasil - Chile - Colômbia | - Equador - Paraguai - Peru - Uruguai - Venezuela |

### Outras seleções
| - Austrália - Camarões - Maurícia - Marrocos | - Nova Zelândia - Nigéria - África do Sul - Tunísia |

## Trilha sonora
Nesta edição, com exceção do Gorillaz (contratado pela EMI), todos os artistas foram escolhidos entre os contratados da gravadora inglesa Ministry of Sound.
- BT - "Never Gonna Come Back Down (Hybrid's Echoplex Dub)"
- Cirrus - "Stop and Panic"
- Conjure One - "Redemption (Max Graham's Dead Sea Mix)"
- DJ Sandy vs. Housetrap - "Overdrive"
- The Edison Factor - "Repeat the Sequence"
- Gorillaz - "19-2000 (Soulchild Remix)" (música-tema)
- Gouryella - "Tenshi"
- Issi Noho - "First Snow (General MIDI Remix)"
- R4 - "Revolution"
- Schiller - "Das Glockenspiel (Tiësto Remix)"
- Terpsichord - "The Bells"
- Tiësto - "Flight 643"
- Vitae - "Energy Flow"